# Björnänge
Björnänge är en tätort i Åre distrikt (Åre socken) i Åre kommun i Jämtlands län, Sverige, vid Åreskutans fot och Åresjöns norra strand, omkring tre kilometer öster om Åre. Björnänge har 820 invånare (2023). 

## Befolkningsutveckling
| Befolkningsutvecklingen i Björnänge 2000–2020                                          | Befolkningsutvecklingen i Björnänge 2000–2020 | Befolkningsutvecklingen i Björnänge 2000–2020 | Befolkningsutvecklingen i Björnänge 2000–2020 | Befolkningsutvecklingen i Björnänge 2000–2020 |
| -------------------------------------------------------------------------------------- | --------------------------------------------- | --------------------------------------------- | --------------------------------------------- | --------------------------------------------- |
|                                                                                        |                                               |                                               |                                               |                                               |
| År                                                                                     |                                               |                                               | Folkmängd                                     | Areal (ha)                                    |
| 2000                                                                                   | 2000                                          |                                               | 105                                           | 25#                                           |
| 2005                                                                                   | 2005                                          |                                               | 167                                           | 29#                                           |
| 2010                                                                                   | 2010                                          |                                               | 254                                           | 40                                            |
| 2015                                                                                   | 2015                                          |                                               | 630                                           | 375                                           |
| 2020                                                                                   | 2020                                          |                                               | 770                                           | 407                                           |
| Anm.: Ny tätort 2010, benämndes Björnänge + del av Hårbörsta som småort. # Som småort. |                                               |                                               |                                               |                                               |

## Kommunikationer
Förbi Björnänge går Europaväg 14. Mittbanan går igenom orten, men här finns ingen station, utan de närmaste stationerna är Åre och Undersåker. Under skidsäsongen förbinds Björnänge med de andra orterna i området med skidbussar.

## Sevärdheter
Norr om Björnänge ligger Fröå gruva, en före detta koppargruva som i dag är museum. I ortsdelen Hårbörsta står ett monument som minner om Karolinernas dödsmarsch vintern 1718/1719 under det stora nordiska kriget.